# Atli Eðvaldsson
Atli Eðvaldsson   (Reykjavík, 3 de març de 1957 - Reykjavík, 2 de setembre de 2019) va ser un futbolista islandès de la dècada de 1980.
Fou 70 cops internacional amb la selecció islandesa.
Pel que fa a clubs, fou jugador, entre d'altres, de Fortuna Düsseldorf i KFC Uerdingen 05.
Trajectòria com a entrenador:
- 1995-1996: ÍBV
- 1997: Fylkir
- 1998-1999: KR Reykjavík
- 1999-2003:  Islàndia
- 2005-2006: Þróttur Reykjavík
- 2009: Valur Reykjavík
- 2013: Reynir Sandgerði
- 2014: Afturelding
- 2017-2018: Kristianstad FC

És germà del també futbolista Jóhannes Eðvaldsson.